# Montreal (región administrativa)
Montreal es una región administrativa de la provincia de Quebec en Canadá. Es compuesta de un único municipio regional de condado (MRC) o territorio equivalente (TE), la aglomeración de Montreal. La sede y ciudad más poblada es Montreal.

## Geografía

Territorio de la región administrativa de Montreal, en rojo Ville-Marie

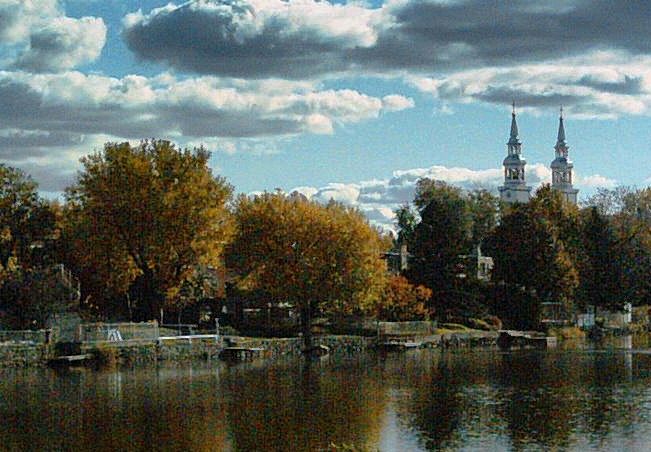
Rivière des Prairies en Ahuntsic-Cartierville, vista de la isla de la Visitation

La región administrativa de Montreal se encuentra en la isla de Montreal, la isla Bizard y otras minores islas del archipiélago de Hochelaga, excluyendo las islas Jesús y Perrot. Así, se encuentra por la ribera izquierda del lago Saint-Louis y del río San Lorenzo, por la ribera derecha del lago de las Dos Montañas y de la rivière des Prairies. Las regiones limítrofes son Laurentides y Laval al noroeste, Lanaudière al norte, Montérégie (Montérégie-Est y Longueuil) al este así como al sur y al oeste (Vallée-du-Haut-Saint-Laurent). Este territorio es más pequeño que el de la región metropolitana de Montreal o que el de la Comunidad metropolitana de Montreal, los cuales engloban los municipios de todo el archipiélago de Hochelaga (incluyendo la región administrativa de Laval) y los de las regiones de Laurentides, Lanaudière y Montérégie alrededor del archipiélago. Montreal es la región más pequeña en Quebec. El territorio está incluso en la planicie del San Lorenzo.

## Urbanismo

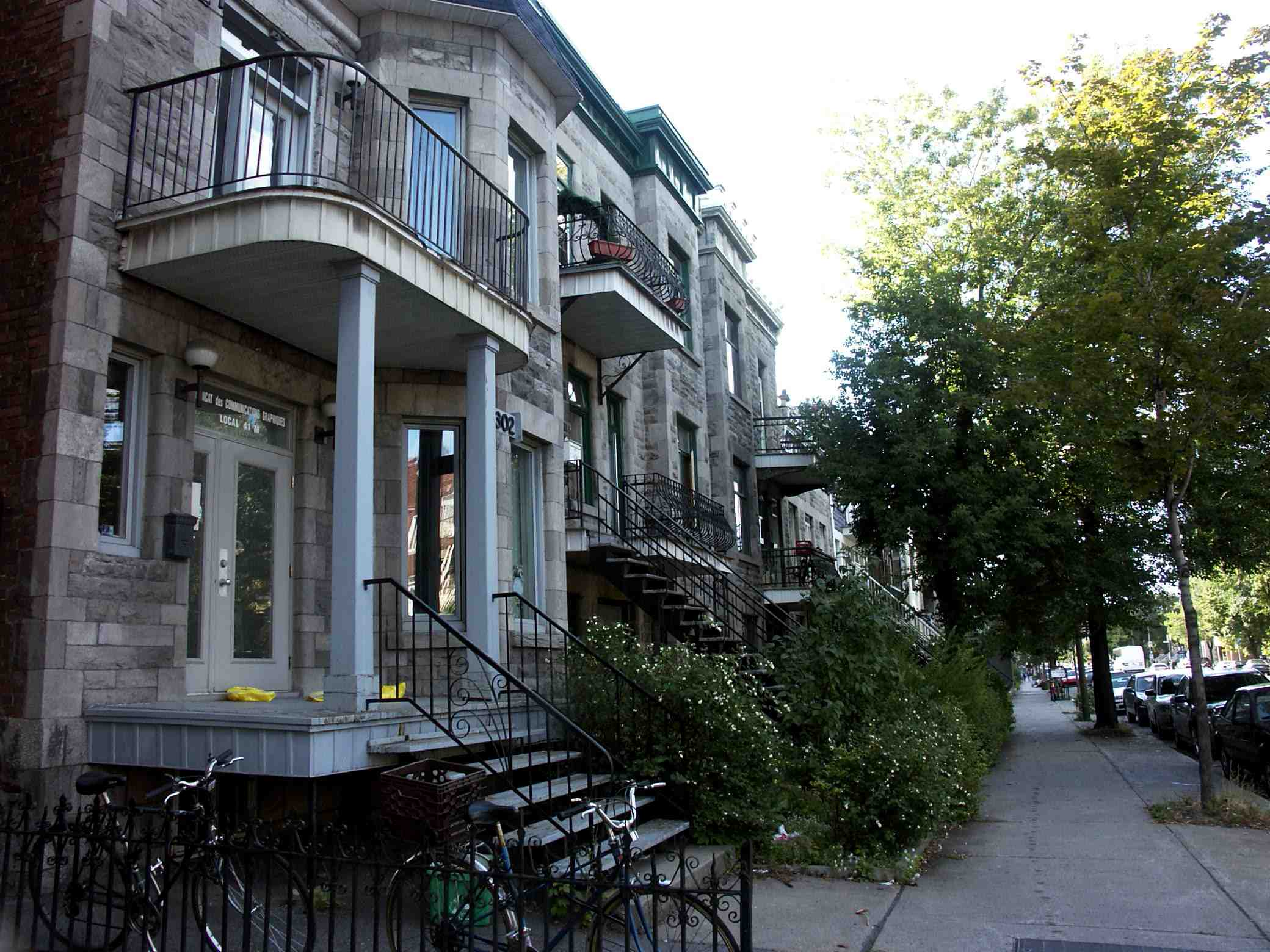
Calle Saint-Denis en Rosemont-La Petite-Patrie

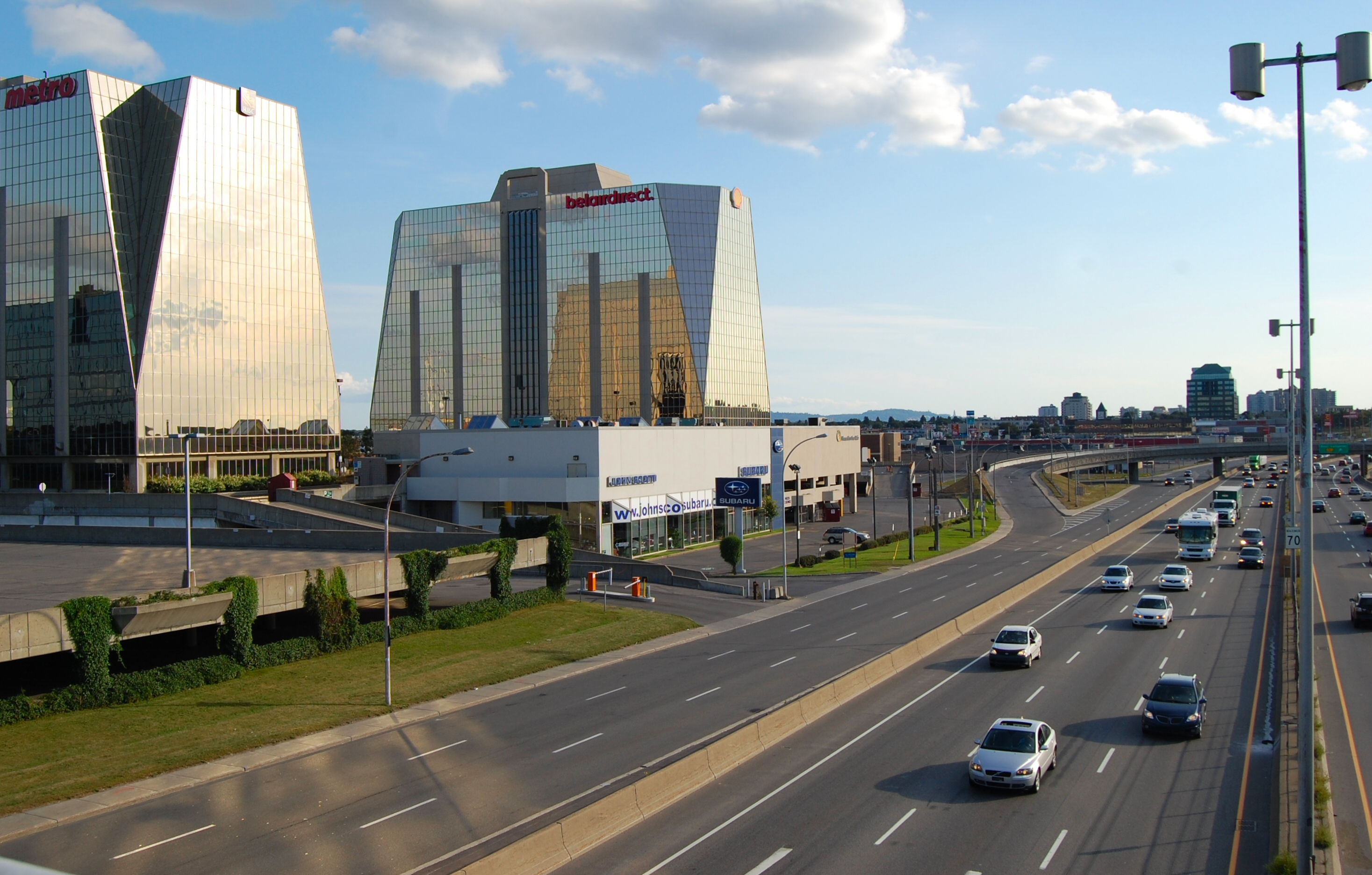
Autopista Metropolitana (A-40) en Anjou

La ocupación del territorio es esencialmente urbana, a excepción de la parte noroeste que es agrícola y arbolada.

## Historia

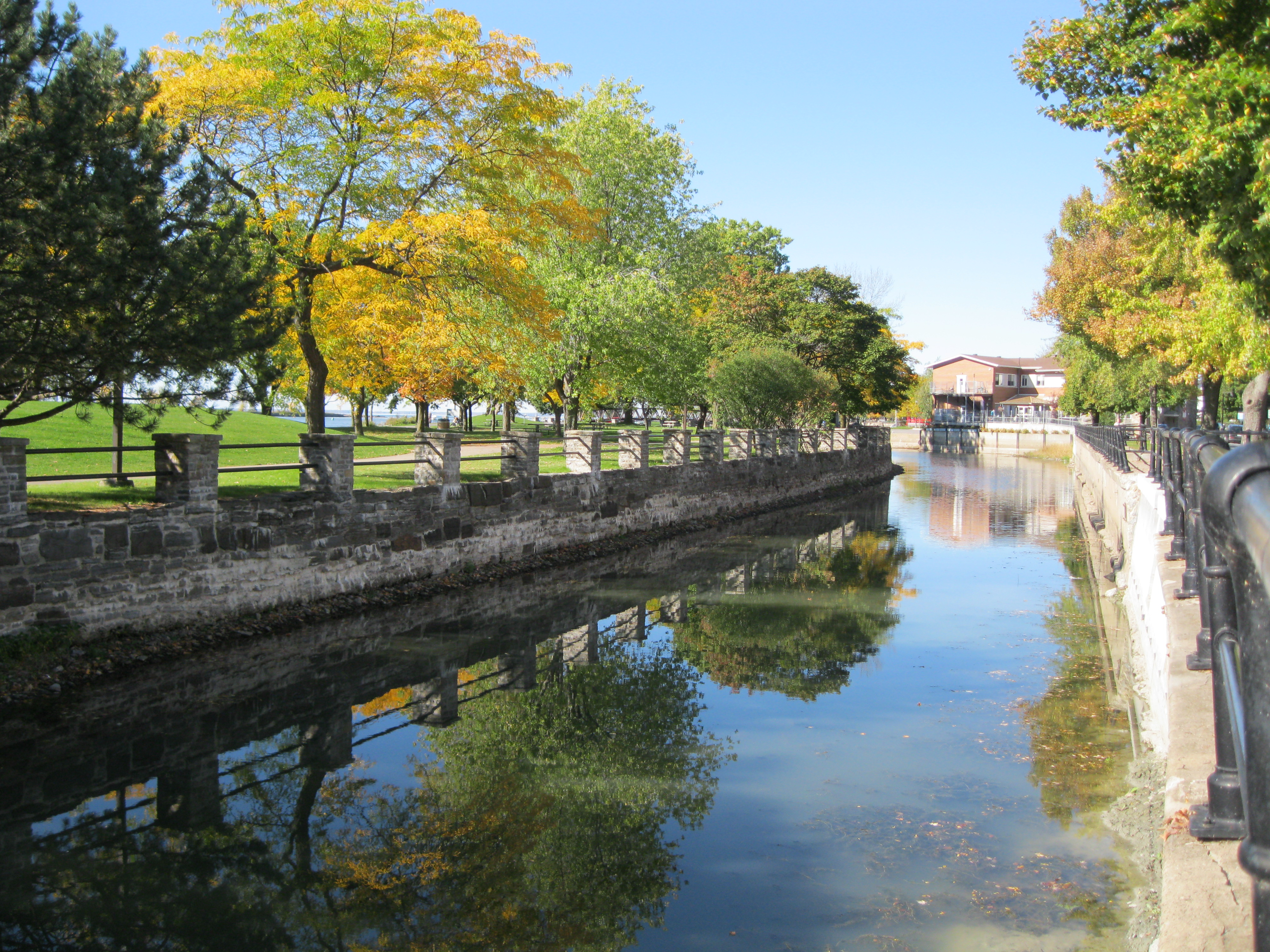
Canal de Lachine

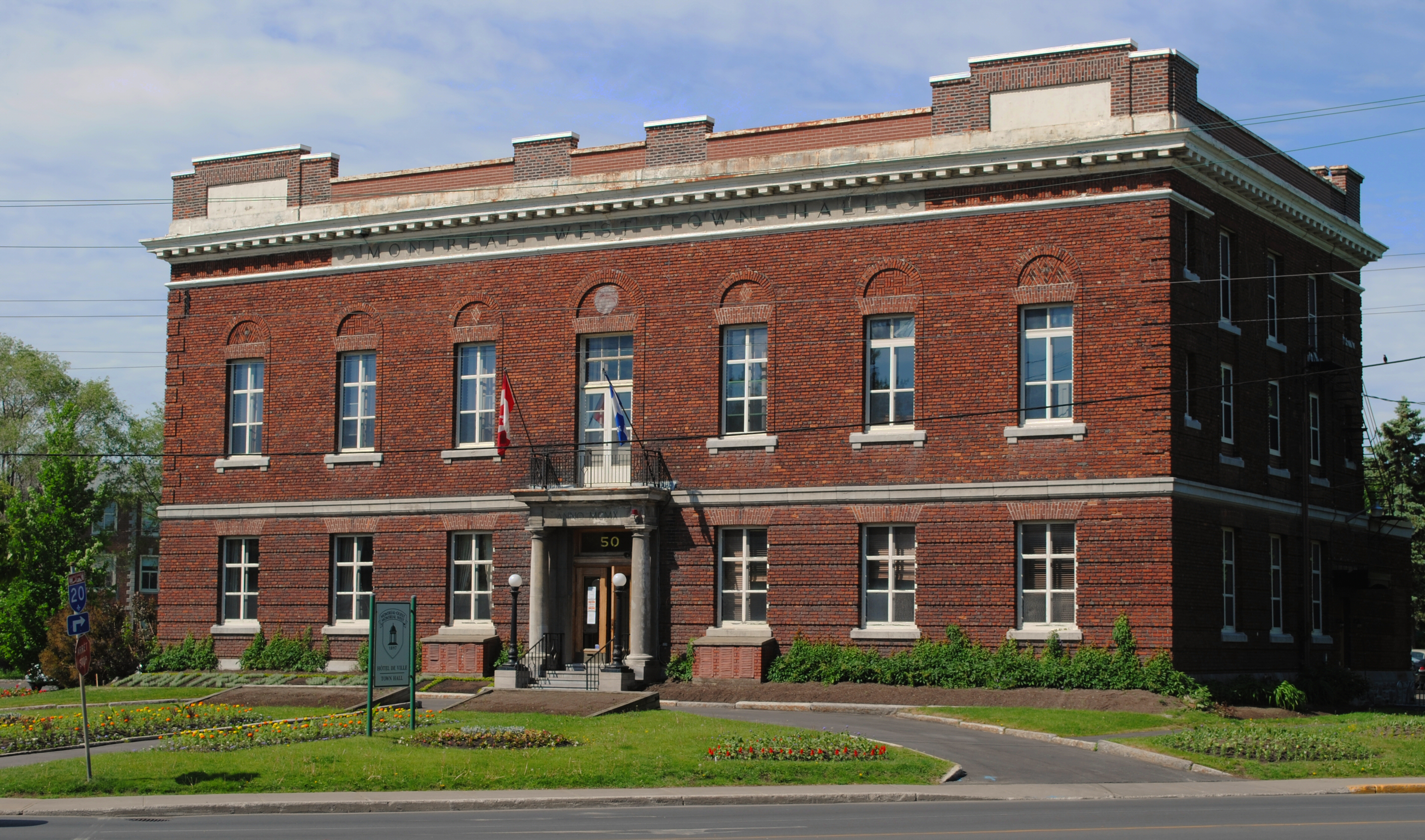
Ayuntamiento de Montréal-Ouest

Durante los años 1950 y 1960, el gobierno de Quebec se propone planificar el desarrollo económico de las regiones de Quebec. Los primeros estudios identifican una región que es integrada respecto a economía y que es centrada sobre la ciudad de Montreal y que incluye la aérea metropolitana, las ciudades satélites como Saint-Jérôme, Joliette, Sorel, Saint-Hyacinthe, Granby, Saint-Jean-sur-Richelieu y Salaberry-de-Valleyfield, así como el interior de las actuales regiones de Laurentides, Lanaudière y Montérégie. 
En 1966, cuando las diez primeras regiones fueron creadas, la región administrativa de Montreal incluía todo este territorio.
En 1970, la Comunidad urbana de Montreal (CUM) fue creada como entidad supramunicipal para poner en común algunos servicios como la policía para las municipalidades de las islas de Montreal y Bizard. Como la región administrativa de Montreal fue muy poblada, comprendía cuatro subregiones: Montreal Centro (6A), Lanaudière(6B), Laurentides (6C) y Montérégie (6D). 
En 1987, fue dividida en cinco regiones administrativas: Montreal, Laval, Lanaudière, Laurentides y Montérégie. Su territorio fue entonces limitado al de la CUM. 
En 2002, todos los municipios de la CUM fueron coaligados en la ciudad de Montreal y la CUM fue abolida como la nueva ciudad de Montreal cogió todas las competencias supramunicipales. 
En 2003, la Conferencia regional de elegidos (CRÉ) fue instituida para reemplazar el Consejo regional de desarrollo.
En 2006, después de los referéndums sobre la reorganización de algunas municipalidades, algunos municipios de la isla de Montreal fueron reconstituidos y algunas competencias supramunicipales fueron transferidas a la nueva aglomeración de Montreal.

## Política

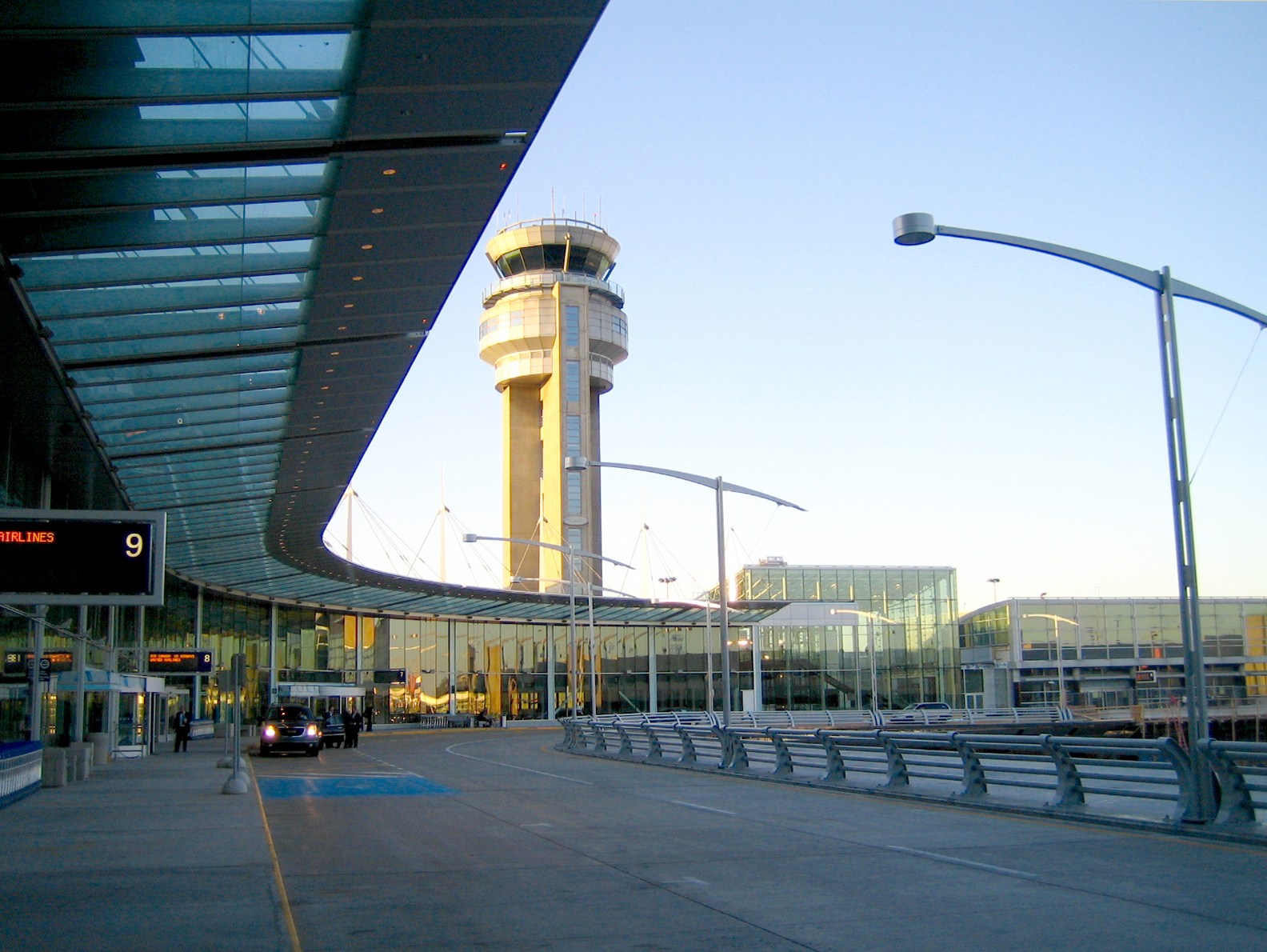
Aeropuerto-Pierre Elliott Trudeau en Dorval

La entidad política y administrativa es la conferencia regional de representantes (CRÉ) de Montreal. La CRÉ es la entidad que es el contertulio privilegiado por el Gobierno de Quebec para definir las orientaciones y proyectos en materia de desarrollo regional.
Sus responsabilidades son de elaborar y aplicar un plan quinquenal de desarrollo de la región administrativa, asegurar la concertación de los socios de la región, iniciar proyectos de desarrollo, dar avisos al gobierno con respecto el desarrollo, definir orientaciones y administrar fondos de desarrollo.
El consejo de administración de la CRÉ se compone de 79 elegidos municipales y de 39 representantes socioeconómicos aunque la asamblea de miembros incluye elegidos municipales, representantes socioeconómicos y diputados de la Asamblea Nacional de Quebec y de la Cámara de los Comunes de Canadá.
Las circunscripciones electorales representando la población de la región administrativa de Montreal en la Asamblea Nacional de Quebec son: 
Lafontaine, Pointe-aux-Trembles,  Bourget, Anjou Louis-Riel, Bourassa Sauvé, Jeanne-Mance Viger, Viau, Hochelaga-Maisonneuve, 
Rosemont,  Sainte-Marie Saint-Jacques, Mercier, Gouin, Laurier-Dorion, Crémazie, Acadie, Outremont, Westmount Saint-Louis, 
Saint-Henri Sainte-Anne, Verdun, Marguerite-Bourgeoys, Notre-Dame-de-Grâce, Mont-Royal, Saint-Laurent, Marquette, Robert-Baldwin, 
Nelligan y Jacques-Cartier.
A nivel federal, las circunscripciones son: 
Pointe-de-l’Île, Honoré-Mercier, Saint-Léonard Saint-Michel, Bourassa, Papineau, 
Rosemont La-Petite-Patrie, Hochelaga, Laurier, Westmount Ville-Marie, Outremont, 
Ahuntsic, Saint-Laurent Cartierville, Mont-Royal, Jeanne-Le Ber, LaSalle Émard, 
Notre-Dame-de-Grâce Lachine, Pierrefonds Dollard y Lac-Saint-Louis.
Diversas direcciones e agencias regionales administraran las actividades de los ministerios del gobierno de Quebec en la región como la agencia de sanidad y de servicio social de Montreal, la dirección territorial de la Isla de Montreal del ministerio de Transporte. Consejos existen también para coordinar las acciones del gobierno y de los agentes regionales, por ejemplo, el Consejo regional de socios del mercado laboral.

## Educación
Existen dos sistemas públicos de escuelas públicas en la región, uno ( Commission scolaire Marguerite-Bourgeoys, Commission scolaire de Montréal ) y Commission scolaire de la Pointe-de-l'Île) encargado de atender a alumnos inmigrantes y nativos en francés (lengua oficial de la provincia), y otro para atender a alumnos anglófonos de Quebec.

## Demografía
Según el censo de Canadá de 2011, había 1 886 481 habitantes en esta región, la densidad de población era de 3779,1 hab./km² y la población había aumentado 1,7% entre 2006 y 2011. Hubo 907 393 inmuebles particulares de los cuales 849 443 estaban ocupados por residentes habituales.

## Economía
La región es más importante en Quebec e en Este de Canadá en materia de economía y de empleo. La economía es diversificada en todos los actividades de fabricación y de servicios, especialmente en transporte, comunicaciones y finanza.

## Composición
La región administrativa de Montreal comprende un único MRC o TE, que es una aglomeración también, 16 municipios y 19 distritos de Montreal.
MRC o TE de la región administrativa de Montreal
| Código | MRC o TE / Región | Superficie total (km²) | Superficie (agua) (km²) | Superficie (tierra) (km²) | Población 2014 | Densidad (hab/km²) | Número de municipios (distritos) | Sede     | Ciudad más poblada |
| ------ | ----------------- | ---------------------- | ----------------------- | ------------------------- | -------------- | ------------------ | -------------------------------- | -------- | ------------------ |
| 660    | Montreal          | 616,86                 | 119,81                  | 497,05                    | 1 937 999      | 3899,0             | 16 (19)                          | Montreal | Montreal           |
| 06     | Montreal          | 616,86                 | 119,81                  | 497,05                    | 1 937 999      | 3899,0             | 16 (19)                          | Montreal | Montreal           |